# Dúbrava (district de Liptovský Mikuláš)
Pour les articles homonymes, voir Dúbrava.
Dúbrava (hongrois : Dubrava) est un village de Slovaquie situé dans la région de Žilina.

## Histoire
La première mention écrite du village date de 1372.

## Démographie

### Évolution de la population
| Année:               | 1994. | 2004.   | 2014.   | 2024.   |
| -------------------- | ----- | ------- | ------- | ------- |
| Nombre de personnes: | 1373  | 1294    | 1246    | 1192    |
| Différence:          |       | -5,75 % | -3,70 % | -4,33 % |

| Année:               | 2023. | 2024. |
| -------------------- | ----- | ----- |
| Nombre de personnes: | 1192  | 1192  |
| Différence:          |       | +0 %  |